# Keramídi (Tríkala)
Pour les articles homonymes, voir Keramidi.
Keramídi (grec moderne : Κεραμίδι) est une localité située dans le dème de Farkadóna, dans le district régional de Tríkala, dans la périphérie de Thessalie, en Grèce.
Selon le recensement de 2021, elle compte 262 habitants.